# Ђангсу
Ђангсу (кин: 江苏, 江蘇, Jiāngsū) је кинеска покрајина на западној обали Жутог мора. Кроз њене јужне области протиче река Јангце. Главни град је древна кинеска престоница Нанкинг. Ђангсу заузима површину од 102.600 км², а у покрајини је 2006. живело 75.495.000 становника.
Име покрајине добијено је комбиновањем слогова из имена градова Ђангнинг (старо име за Нанкинг) и Суџоу.
Од почетка кинеских економских реформи 1978, Ђангсу је био једна од водећих покрајина у економском развоју, тако да је данас једна од најразвијенијих у Кини.